# Ornithurae
Clade
Taxons de rang inférieur
- † Antarcticavis?
- † Apatornis
- † Austinornis
- † Cerebavis
- † Gallornis
- † Gargantuavis?[2]
- † Guildavis
- † Iaceornis
- † Kookne
- † Limenavis
- † Qinornis
- † Tingmiatornis
- † Hesperornithes
- † Ichthyornithes
- † Cimolopterygidae
- Aves

Les Ornithurae forment un clade regroupant l'ancêtre commun des « oiseaux » primitifs Ichthyornis et Hesperornis, et tous les oiseaux modernes (Aves), ainsi que tous les descendants de cet ancêtre commun.

## Classification
Haeckel a créé le nom en 1866, il a inclus dans ce groupe tous les « vrais oiseaux » avec la « morphologie caractéristique de la queue de tous les oiseaux existants », c'est-à-dire ayant de courtes queues à os fusionnés formant un pygostyle, par opposition au groupe incluant  Archaeopteryx, que Haeckel a nommé les Sauriurae, qui ont conservé une queue longue, caractéristique des dinosaures non-aviens.
En 2001, Jacques Gauthier et Kevin de Queiroz convertissent les Ornithurae en clade, correspondant aux oiseaux modernes et tous les autres taxons, tels que Ichthyornis et les Hesperornithes, qui sont plus près des oiseaux modernes que d'Archaeopteryx. Ils précisent que la « queue d'oiseau » des Ornithurae est définie comme étant plus courte que le fémur de l'animal avec un pygostyle résultat de la fusion d'au moins six vertèbres caudales. Dans ce clade, ils placent ce qu'ils définissent comme le groupe-couronne des oiseaux modernes (appelé Aves) et des « oiseaux » fossiles comme Ichthyornis, les Hesperornithes et Apsaravis.
Entre 2012 et 2016, les analyses phylogénétiques réalisées convergent,,,.
Le cladogramme simplifié ci-dessous est celui de M. Wang et de ses collègues en 2015 :
|  | † Ichthyornis                                                         |
|  |                                                                       |
|  | \| \| † Vegavis \| \| \| \| \| \| Aves (oiseaux modernes) \| \| \| \| |
|  |                                                                       |
|  | † Vegavis                                                             |
|  |                                                                       |
|  | Aves (oiseaux modernes)                                               |
|  |                                                                       |

|  | † Vegavis               |
|  |                         |
|  | Aves (oiseaux modernes) |
|  |                         |

|  | † Ichthyornis                                                         |
|  |                                                                       |
|  | \| \| † Vegavis \| \| \| \| \| \| Aves (oiseaux modernes) \| \| \| \| |
|  |                                                                       |
|  | † Vegavis                                                             |
|  |                                                                       |
|  | Aves (oiseaux modernes)                                               |
|  |                                                                       |

|  | † Vegavis               |
|  |                         |
|  | Aves (oiseaux modernes) |
|  |                         |